# Spital am Semmering
Spital am Semmering é um município da Áustria, situado no distrito de Bruck-Mürzzuschlag, no estado da Estíria. Tem 73,15 km² de área e sua população em 2019 foi estimada em 1.446 habitantes.